# 福盛和男
福盛 和男（ふくもり かずお、1976年8月4日 - ）は、宮崎県北諸県郡高崎町（現：都城市）出身の元プロ野球選手（投手）。右投右打。
NPBにおける現役選手時代は横浜ベイスターズ・東北楽天ゴールデンイーグルスなどでプレーした。妻は元フジテレビアナウンサーの福元英恵。長男は創成館高校のエースとして2023年夏の甲子園に出場した福盛大和である。

## 経歴

### プロ入り前
小学4年生の時に野球を始める。読売ジャイアンツ（巨人）のキャンプ地である宮崎県出身のため、子供のころから巨人ファンだった。
都城高等学校時代は全国大会に縁がなく、宮崎大会は1年時の1992年から3年時の1994年まで3年連続で決勝戦で敗退したが（3年時の対戦相手は草野大輔を擁する延岡学園高校）、同年のNPBドラフト会議前には九州ナンバーワン右腕と評価されていた。同会議では横浜ベイスターズから3位指名を受け、入団。当時横浜の監督だった近藤昭仁は1位の紀田彰一（中日ドラゴンズとの競合の末、横浜が交渉権を獲得）の交渉権獲得に失敗した場合、福盛を1位指名する予定でいた。

### 横浜時代
1995年は高卒新人ながらシーズン終了間近に一軍に昇格し、10月3日の対ヤクルトスワローズ戦でプロ初登板。10月7日の対中日ドラゴンズ26回戦でプロ入り後初めて先発登板した。しかし翌1996年は一軍では中継ぎ登板1試合に終わる。
1997年はバッテリーチーフコーチの権藤博に見いだされ、チーム方針変更で実績よりその時好調な選手を起用することになり6月26日に通算2度目の先発マウンドに上がる。7月3日の中日戦でプロ初勝利を記録。その後も先発ローテーション投手としてチームの2位躍進に貢献した。福盛は権藤、投手コーチの斉藤明雄について「育ててもらった方です。あの二人の考えが僕のスタイルに合致していた。お二人の出会いが僕にとって大きかったですね。」と述べている。
1998年は4月1日に右肘遊離軟骨の除去手術を受けた影響でシーズンの大半を棒に振ったが優勝間近に迫った9月に復帰して3試合に登板。チームはリーグ優勝し、西武ライオンズとの日本シリーズでもマウンドに上がった。
1999年は4月9日の対読売ジャイアンツ（巨人）1回戦（横浜スタジアム）で、3本塁打を被弾するなどして2回0/3イニングで8失点を喫して降板した先発投手の斎藤隆に代わって2番手で登板し、4回を投げて14打数、3被安打、2奪三振、1与四球、1失点に抑える。チームは1対8（7点ビハインド）で迎えた3回裏に5点、6対9（3点ビハインド）で迎えた6回裏に6点を得点して逆転、最終的には後続投手の阿波野秀幸が3回を無失点に抑えたことで13対9で勝利し、福盛は同シーズン初勝利を挙げる。チームはそれまでに開幕カードの対ヤクルト3連戦（横浜スタジアム）、続く2カード目の対中日戦3連戦（ナゴヤドーム）でで6連敗を喫しており、この勝利は同シーズンのチーム初勝利でもあった。その後、同月15日の対阪神タイガース3回戦（阪神甲子園球場）、同月28日の対広島東洋カープ3回戦（横浜スタジアム）でもそれぞれ2番手で登板して2勝目・3勝目を挙げる。28日の好投を受け、続く5月2日の対ヤクルト6回戦（明治神宮野球場）では同シーズン初の先発で起用されると、12奪三振、無四球、2失点でプロ初完投勝利を挙げ、セ・リーグのハーラー単独トップとなる4勝目を記録した。前半戦では三浦大輔、戸叶尚といった先発投手たちが苦戦する中で勝ち星を積み重ね、5月18日の対中日9回戦（平塚球場）で勝利投手になった時点では0敗のままセ・パ両リーグトップの6勝を挙げていたが、同月25日の対ヤクルト7回戦（明治神宮野球場）で同シーズン初黒星を喫すると、6月1日の対阪神9回戦（阪神甲子園球場）で2敗目、6日の対巨人10回戦（横浜スタジアム）で3敗目、12日の対中日11回戦（旭川スタルヒン球場）で4敗目、25日の対中日13回戦（ナゴヤドーム）で5敗目を喫する。一方でこの間の連敗中から7月にかけては、新球種として球速140 km/h超のシンキング・ファストボールを習得し、8月4日の対広島16回戦（広島市民球場）で7勝目を挙げる。負ければ自力優勝が消滅するという状態で迎えた同年8月18日の対阪神21回戦（横浜スタジアム）では7回を投げ、7被安打、6奪三振、2四球、無失点に抑えて8勝目を挙げ、8勝6敗とした。また7月17日からこの試合までの間に4試合に先発し、27イニングを投げて自責点は5と好成績を残していた。しかしそれ以降は勝ち星を挙げられないまま、対読売ジャイアンツ（巨人）戦で3敗し、同年最後の勝利はシーズン最終戦である10月15日に横浜スタジアムで開催された対ヤクルト27回戦で挙げた9勝目だった。最終的には後半戦の苦戦が響いて9勝9敗に終わり、2桁勝利には手が届かなかった。また同シーズンの投球回数は132イニング1/3で、規定投球回（同年のセ・リーグは135）には到達しなかった。登板試合数は30、防御率は4.27、奪三振96、被安打151（うち被本塁打15）、与四球45、与死球3、失点65（うち自責点63）の成績だった。同年オフの11月30日には契約更改を行い、年俸3000万円（前年比1550万円増額）で翌2000年シーズンの契約を締結した。
2000年はメジャー移籍した佐々木主浩の後釜として期待されたラファエル・ベタンコートが抑えに定着できなかったことから、前半戦の抑えを務めるも首脳陣の信頼を得るに至らず、後半戦からルーキーの木塚敦志にその座を奪われ8月からは先発として登板すると8月こそ勝ち星は得れなかったが9月10月で4勝1敗の成績を記録した。
2001年には登録名を「和男」から「福盛 一夫」へ変更。開幕ローテーションに加わったがわずか1か月で故障で離脱し、そのままシーズンを終えてしまい1勝に終わる。
2002年は、先発中継ぎ抑えと満遍なく登板したが便利屋的な立場だった。
2003年は登録名を「和男」へ戻す。自己最高の62試合に登板したが防御率は一軍定着後ワーストだった。オフに門倉健・宇高伸次との交換トレードで矢野英司と大阪近鉄バファローズへ移籍。

### 近鉄時代
2004年1月にフジテレビアナウンサー（当時）の福元英恵と結婚（2005年6月には長男の大和が誕生している）。開幕当初抑えとして期待されたヘクター・カラスコが絶不調だったことからシーズン途中から抑え投手に指名されるが不安定で完全には定着できず、43試合で10セーブを挙げながらも防御率は5点台だった。オフに球団合併による選手分配ドラフトで近鉄から新規参入の東北楽天ゴールデンイーグルスへ移籍。

### 楽天時代
2005年は初代クローザーに任命され4月13日の対福岡ソフトバンクホークス戦で球団初のセーブを記録し、その後もチームが大きく低迷する中で49試合に登板し、11セーブを記録した。
2006年も開幕当初は中継ぎだったが開幕時に抑えを務めた小山伸一郎が不調に陥り、代わってシーズン途中から抑えに回る。前半は26回連続無失点を記録するなど好調でオールスターゲームに初出場した。しかし後半に調子を落としセーブ失敗が続いたため中継ぎへ再転向した。徐々に調子が上向き9月22日西武戦で8回・9回を無失点に抑え久々のセーブを記録し、その後も2試合連続のリリーフ成功で見事に復活した。最終的にプロ入りでは2番目に多い50試合に登板して3敗10ホールド21セーブ・防御率2.17とキャリア最高成績を残した。オフにシーズン中から扁桃炎に悩まされていたため扁桃除去手術を受けている。
2007年は開幕から抑え投手として4・5月期のチームの好調を支えたが、6月に入り不安定な投球が続き交流戦ではリリーフ失敗が相次いだ。それでもオールスターゲームに選出され、本拠地・フルキャストスタジアム宮城での第2戦の9回に登板する予定だったが雨のため8回コールドとなり、投手陣では唯一登板なしに終わった。7月24日の西武ライオンズ戦で抑えに失敗するとその後遊離軟骨の除去手術とリハビリのためにまもなくチームを離脱した。これ以降は一度も昇格できず、34試合の登板に留まり4勝2敗17セーブでありながら防御率は4点台後半と安定感を欠いたシーズンとなった。この年「ベストファーザーin東北 スポーツ部門」受賞。なお、チームを離脱していたころから翌年の海外移籍も視野に入れていたことからアラン・ニーロを代理人として11月7日にFA権を行使。
12月13日にテキサス・レンジャーズと2年400万ドルの契約を結び、翌日本拠地レンジャーズ・ボールパーク・イン・アーリントンで入団会見が行われた。福盛が楽天球団最初のメジャーリーグ移籍選手となった。

### レンジャーズ時代
2008年3月31日の対シアトル・マリナーズ戦でメジャーデビューを果たすが1/3回2安打2四球3失点という成績に終わり、4月13日にマイナーへ降格した。再びメジャーに昇格するものの1試合登板して再びマイナーへ降格、5月11日にメジャー契約を解除された。マイナーでも1勝6敗2セーブ防御率5.48で10月に椎間板ヘルニアの手術を受けた。
2009年は故障者リスト入りしたままマイナーでキャンプを迎え、6月に福盛自身が日本でのプレーを希望したため解雇された。MLB通算4試合登板 0勝0敗 防御率20.25。

### 楽天復帰
2009年6月19日に古巣・楽天の入団テストを受け、合格。球団側の慰留を断ってメジャーリーグに挑戦したことから、監督の野村克也は福盛の獲得には消極的だったが、福盛が野村の宿泊するホテルに出向いて入団を直談判した。年俸は440万円であり、これは野球協約が定める参稼報酬の最低額でもあった。6月後半からの戦列復帰になったがクローザーとして、7勝1敗10セーブ 防御率2.18の成績を挙げチームの2位躍進に貢献し、特にレギュラーシーズンに於けるセーブ失敗は僅か1回（その試合も最後まで投げて勝利投手になった）で、7勝のうち6勝は同点かビハインドの場面で登板し味方が勝ち越して白星が付いている（唯一の敗戦は同点時での登板）。しかし10月21日のクライマックスシリーズ第2ステージ北海道日本ハムファイターズとの初戦では、楽天が4点リードした9回裏に登板するがターメル・スレッジの逆転サヨナラ満塁本塁打も含め1/3回5失点と打ち込まれ責務を果たせなかった。それでもシーズン中の活躍を認められ推定年俸は4560万円アップの5000万円となった。アップ率は約1036％増となり、1995年のイチロー（当時オリックス・ブルーウェーブ）の900％増を抜いて史上最高のアップ率となった。
2010年は開幕から不調で2戦連続救援に失敗し3月28日に右肘違和感を訴え登録抹消。5月に右肘の手術を受けたが経過が思わしくなく、9月に現役引退を表明した。引退後はプロ野球界から身を引き都内で会社を経営する叔父の下で経営者の道を歩んでいる。

### 引退後
引退後はしばらく叔父の経営する携帯電話の販売・修理会社で、取締役を務め、2011年にはマスターズ甲子園2011に都城高校OBチームで出場した。県予選決勝では本塁打を放つ活躍もみせた、その後、害虫駆除会社を経て宮崎に帰郷。2014年10月より2016年6月まで宮崎放送にてラジオ番組『福盛和男の目指せ！アスリート』を担当していた。2015年よりテレビ宮崎の報道スタッフとして勤務（契約社員扱い）。構成、記者、ディレクターもこなす報道リポーターとして活動する。

## 選手としての特徴・人物
自身の投球について「甘いところで（球を）動かすのが僕の持ち味」と語るように打者心理を読み、打ち気の状況で微妙に球を変化させるスタイルが特徴。変化球はシュートとフォークを武器としている。
端正な顔立ちのイケメン選手として知られる。

## 詳細情報

### 年度別投手成績
| 年 度     | 球 団     | 登 板 | 先 発 | 完 投 | 完 封 | 無 四 球 | 勝 利 | 敗 戦 | セ 丨 ブ | ホ 丨 ル ド | 勝 率 | 打 者 | 投 球 回 | 被 安 打 | 被 本 塁 打 | 与 四 球 | 敬 遠 | 与 死 球 | 奪 三 振 | 暴 投 | ボ 丨 ク | 失 点 | 自 責 点 | 防 御 率 | W H I P |
| --------- | --------- | ----- | ----- | ----- | ----- | -------- | ----- | ----- | -------- | ----------- | ----- | ----- | -------- | -------- | ----------- | -------- | ----- | -------- | -------- | ----- | -------- | ----- | -------- | -------- | ------- |
| 1995      | 横浜      | 2     | 1     | 0     | 0     | 0        | 0     | 0     | 0        | --          | ----  | 23    | 5.0      | 5        | 0           | 3        | 0     | 0        | 4        | 0     | 0        | 0     | 0        | 0.00     | 1.60    |
| 1996      | 横浜      | 1     | 0     | 0     | 0     | 0        | 0     | 0     | 0        | --          | ----  | 4     | 1.0      | 2        | 0           | 0        | 0     | 0        | 1        | 0     | 0        | 0     | 0        | 0.00     | 2.00    |
| 1997      | 横浜      | 25    | 10    | 0     | 0     | 0        | 4     | 4     | 0        | --          | .500  | 296   | 71.1     | 58       | 7           | 28       | 0     | 4        | 42       | 2     | 1        | 26    | 23       | 2.90     | 1.21    |
| 1998      | 横浜      | 3     | 3     | 0     | 0     | 0        | 1     | 2     | 0        | --          | .333  | 82    | 18.2     | 20       | 1           | 6        | 0     | 1        | 13       | 3     | 0        | 8     | 6        | 2.89     | 1.39    |
| 1999      | 横浜      | 30    | 19    | 1     | 0     | 1        | 9     | 9     | 0        | --          | .500  | 576   | 132.2    | 151      | 15          | 45       | 2     | 3        | 96       | 8     | 0        | 65    | 63       | 4.27     | 1.48    |
| 2000      | 横浜      | 40    | 8     | 0     | 0     | 0        | 6     | 6     | 10       | --          | .500  | 380   | 88.0     | 92       | 7           | 27       | 1     | 2        | 49       | 9     | 1        | 40    | 35       | 3.58     | 1.35    |
| 2001      | 横浜      | 5     | 5     | 0     | 0     | 0        | 1     | 2     | 0        | --          | .333  | 120   | 31.0     | 20       | 5           | 10       | 0     | 0        | 23       | 0     | 0        | 12    | 12       | 3.48     | 0.97    |
| 2002      | 横浜      | 33    | 2     | 0     | 0     | 0        | 2     | 3     | 2        | --          | .400  | 211   | 48.2     | 45       | 2           | 15       | 1     | 3        | 47       | 1     | 0        | 21    | 16       | 2.96     | 1.23    |
| 2003      | 横浜      | 62    | 0     | 0     | 0     | 0        | 1     | 3     | 1        | --          | .250  | 255   | 60.0     | 55       | 6           | 17       | 2     | 4        | 34       | 3     | 0        | 32    | 30       | 4.50     | 1.20    |
| 2004      | 近鉄      | 43    | 0     | 0     | 0     | 0        | 2     | 5     | 10       | --          | .286  | 218   | 48.2     | 53       | 5           | 24       | 4     | 3        | 27       | 0     | 0        | 29    | 28       | 5.18     | 1.58    |
| 2005      | 楽天      | 49    | 0     | 0     | 0     | 0        | 4     | 3     | 11       | 3           | .571  | 286   | 63.0     | 75       | 5           | 24       | 7     | 2        | 36       | 4     | 0        | 26    | 25       | 3.57     | 1.57    |
| 2006      | 楽天      | 50    | 0     | 0     | 0     | 0        | 0     | 3     | 21       | 10          | .000  | 253   | 58.0     | 50       | 2           | 27       | 4     | 3        | 55       | 7     | 0        | 18    | 14       | 2.17     | 1.33    |
| 2007      | 楽天      | 34    | 0     | 0     | 0     | 0        | 4     | 2     | 17       | 0           | .667  | 167   | 36.0     | 44       | 1           | 17       | 2     | 2        | 33       | 1     | 0        | 20    | 19       | 4.75     | 1.69    |
| 2008      | TEX       | 4     | 0     | 0     | 0     | 0        | 0     | 0     | 0        | 0           | ----  | 26    | 4.0      | 11       | 2           | 4        | 1     | 0        | 1        | 2     | 0        | 9     | 9        | 20.25    | 3.75    |
| 2009      | 楽天      | 35    | 0     | 0     | 0     | 0        | 7     | 1     | 10       | 4           | .875  | 187   | 45.1     | 42       | 2           | 13       | 2     | 1        | 34       | 3     | 0        | 11    | 11       | 2.18     | 1.21    |
| 2010      | 楽天      | 2     | 0     | 0     | 0     | 0        | 0     | 2     | 0        | 0           | .000  | 10    | 1.0      | 6        | 1           | 1        | 0     | 0        | 1        | 0     | 0        | 5     | 5        | 45.00    | 4.00    |
| NPB：15年 | NPB：15年 | 414   | 48    | 1     | 0     | 1        | 41    | 45    | 82       | 17          | .477  | 3068  | 708.1    | 718      | 59          | 257      | 25    | 28       | 495      | 41    | 2        | 313   | 287      | 3.65     | 1.38    |
| MLB：1年  | MLB：1年  | 4     | 0     | 0     | 0     | 0        | 0     | 0     | 0        | 0           | ----  | 26    | 4.0      | 11       | 2           | 4        | 1     | 0        | 1        | 2     | 0        | 9     | 9        | 20.25    | 3.75    |

### 表彰
- ベスト・ファーザー in 東北（2007年）[41]

### 記録
初記録
- 初登板：1995年10月3日、対ヤクルトスワローズ25回戦（横浜スタジアム）、4回表に3番手で救援登板、2回無失点
- 初奪三振：同上、4回表にトーマス・オマリーから
- 初先発：1995年10月7日、対中日ドラゴンズ26回戦（ナゴヤ球場）、3回無失点
- 初勝利・初先発勝利：1997年7月3日、対中日ドラゴンズ14回戦（ナゴヤドーム）、6回無失点
- 初完投勝利：1999年5月2日、対ヤクルトスワローズ6回戦（明治神宮野球場）、9回2失点
- 初セーブ：2000年4月23日、対中日ドラゴンズ5回戦（ナゴヤドーム）、8回裏二死に3番手で救援登板・完了、1回1/3を無失点
- 初ホールド：2005年4月8日、対オリックス・バファローズ1回戦（大阪ドーム）、5回裏二死に3番手で救援登板、1/3回無失点

その他の記録
- オールスターゲーム出場2回（2006年、2007年）

### 背番号
- 34（1995年 - 2000年）
- 37（2001年 - 2002年）
- 24（2003年）
- 15（2004年 - 2007年）
- 14（2008年）
- 62（2009年）
- 11（2010年）

## 出演情報

### 現在
- UMKスーパーニュース（テレビ宮崎）（2015年6月 - 2021年6月）※スポーツキャスター
- Bunnyのナツウタ（エフエム宮崎）※コーナー「福盛和男のてげてげスポーツ」を担当。